# Granaio

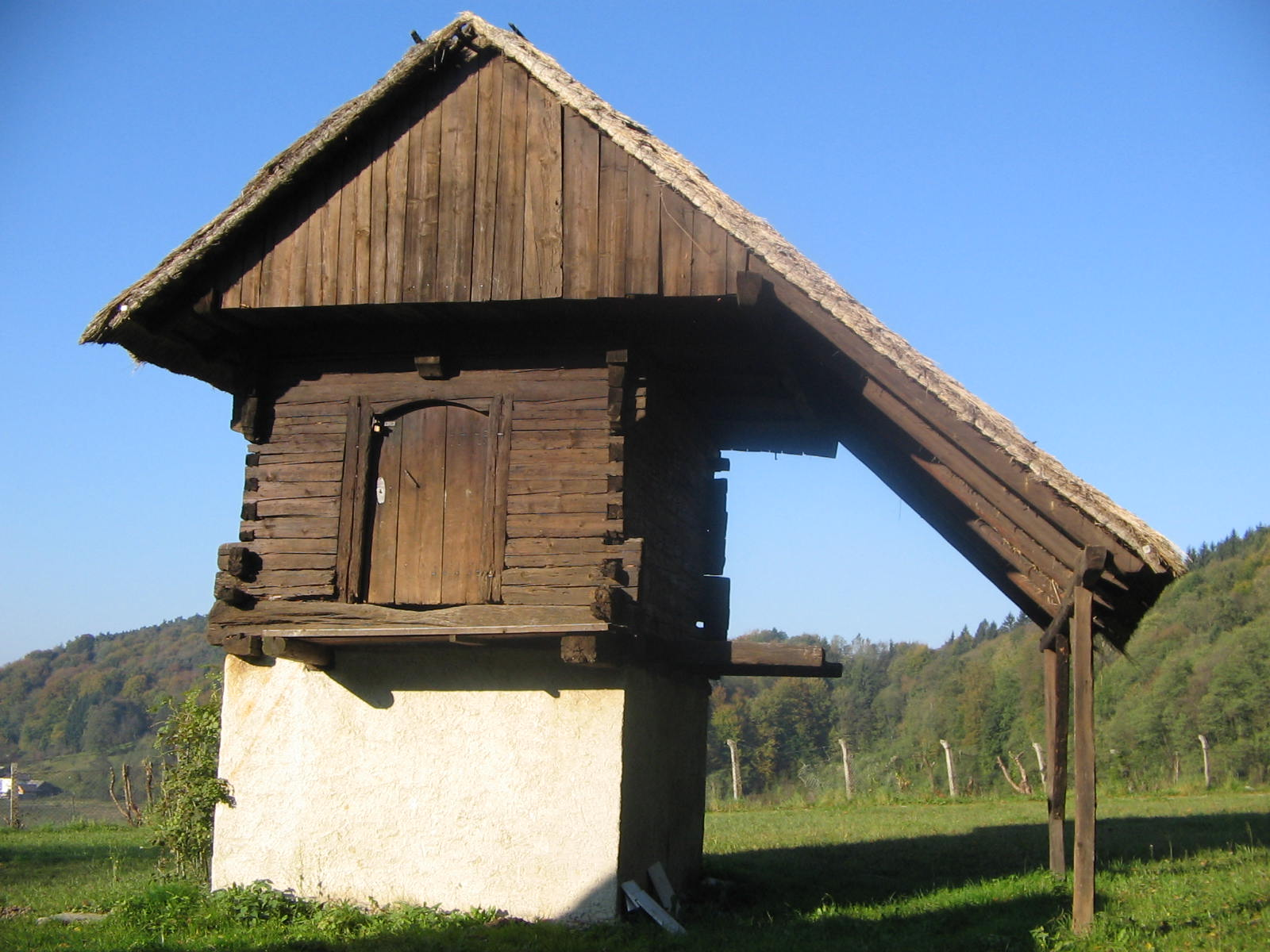
Un granaio semplice, Slovenia

Il granaio è un magazzino o una stanza di un fienile adibito alla conservazione dei cereali trebbiati.
Il locale che funge da granaio è solitamente attrezzato in modo da contenere la maggior quantità possibile di granaglie: vi sono spesso, infatti, ripiani sovrapposti su cui porre il raccolto e provvisti di buchi che consentono al grano di cadere da un ripiano a quello sottostante. Il granaio può essere anche a forma di torre e in questo caso
I granai moderni usati nell'industria sono strutture in acciaio meccanizzate come silos che servono a depositare la merce in attesa di essere trasportata nei siti di stoccaggio.
Il granaio è solitamente tenuto lontano da fonti di umidità per mantenere il contenuto in buone condizioni e per evitare e prevenire la formazione di muffa.

## Storia

Modello di granaio con personaggi intenti a svuotare sacchi di cereali sotto il controllo di uno scriba che registra i quantitativi. Da Assiut, tra il 1939 e il 1875 a.C., Medio Regno. Museo Egizio, Torino.

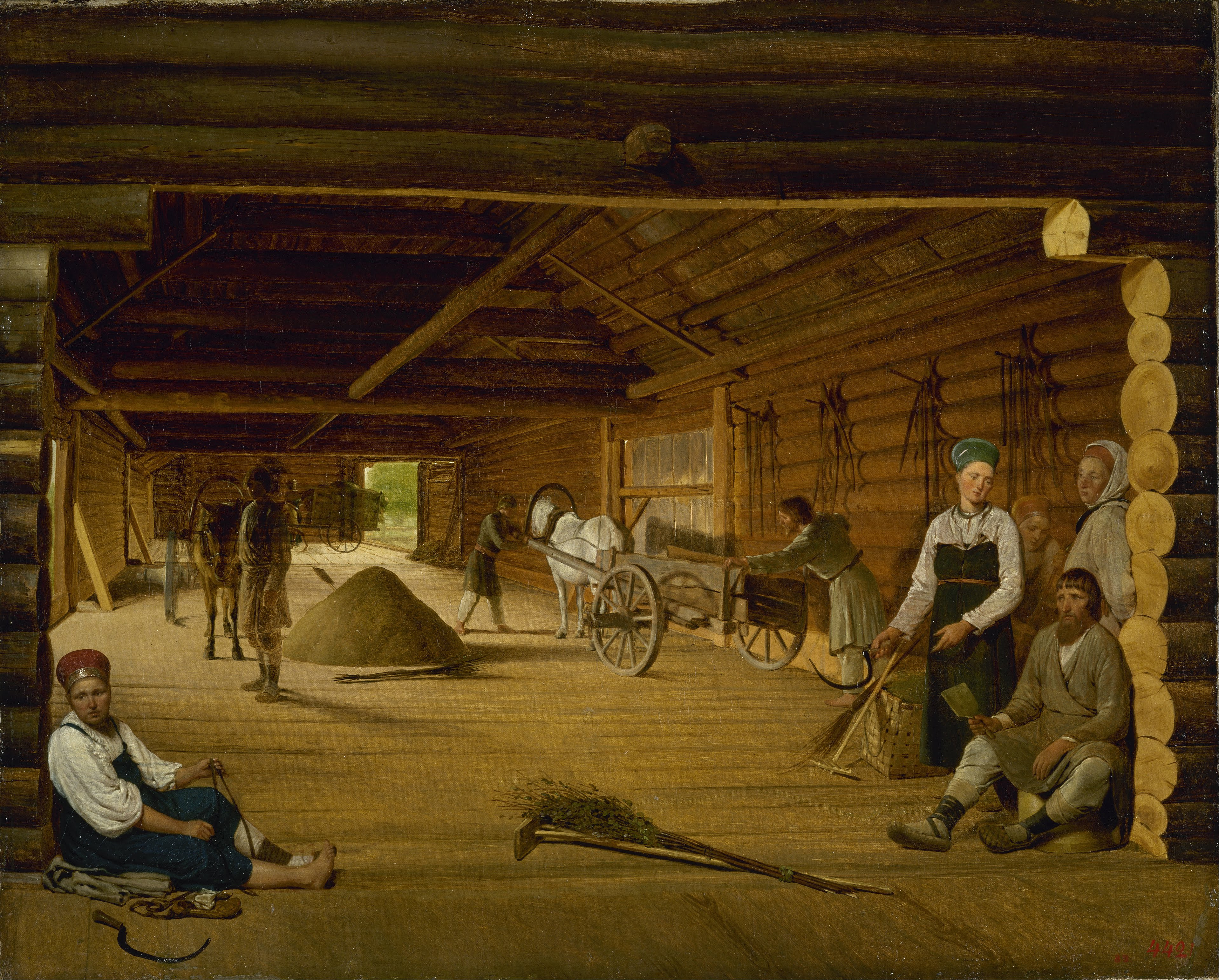
Aleksej Gavrilovič Venecianov, Granaio, 1821-1822

Fin dall'antichità il grano veniva immagazzinato sfuso. I granai più antichi finora ritrovati risalgono al 9500 a.C. e si trovano negli insediamenti pre-ceramici del Neolitico A nella Valle del Giordano. I primi erano situati in luoghi tra altri edifici. Tuttavia, a partire dall'8500 a.C. circa, furono spostati all'interno delle case e nel 7500 a.C. lo stoccaggio avvenne in stanze speciali. I primi granai misuravano 3 x 3 m all'esterno e avevano pavimenti sospesi che proteggevano il grano da roditori e insetti e garantivano la circolazione dell'aria.
Questi granai sono seguiti da quelli di Mehrgarh nella valle dell'Indo del 6000 a.C.
Gli antichi egizi avevano l’abitudine di preservare il grano negli anni di abbondanza in favore degli anni di scarsità. Essendo il clima dell'Egitto molto secco, il grano poteva essere conservato nelle fosse per lungo tempo senza perdita apprezzabile di qualità. Storicamente, un silo era una fossa per immagazzinare il grano. È distinto da un granaio, che è una struttura fuori terra.

## Varianti
Le fogge sono dei grossi granai dell'età messapica che si trovano in Puglia. Il tipico granaio della zona nord-ovest della penisola iberica prende invece il nome di hórreo. Gli edifici dei berberi usati come granaio sono chiamati ghorfa.